# Gassco
Gassco AS ist ein norwegisches Staatsunternehmen, das ein Netz von 8829 km Erdgasleitungen betreibt und jährlich 100 Milliarden Kubikmeter (bcm) Erdgas vom norwegischen Festlandsockel nach Kontinentaleuropa und Großbritannien transportiert.
15 % des gesamten Erdgasverbrauchs in Kontinentaleuropa werden über Gassco vertrieben. Das eigentliche Eigentum an den Pipelines wird durch Gassled organisiert, das Eigentum der Erdölunternehmen in der Nordsee ist, darunter Equinor, Petoro, ConocoPhillips, Eni, ExxonMobil, Norsea Gas, Shell, TotalEnergies und DONG Energy. Gassled hat einen Vorstand, aber keine Mitarbeiter oder Betriebe.

## Geschichte
Gassco AS wurde am 14. Mai 2001 vom norwegischen Ministerium für Erdöl und Energie (MPE) gegründet und übernahm am 1. Januar 2002 die Betriebsführerschaft für den gesamten Gastransport vom norwegischen Festlandsockel. Diese Tätigkeit war zuvor von mehreren Unternehmen durchgeführt worden. Die Gründung von Gassco war Teil einer umfassenden Reorganisation des norwegischen Öl- und Gassektors im Jahr 2001. Es erfüllte die Anforderungen der Gasmarktrichtlinie der Europäischen Union für die Organisation von Transportvorgängen in diesem Sektor.

## Aufbereitungsanlagen
Gassco betreibt zwei norwegische Gasverarbeitungsanlagen. Die Aufbereitungsanlage Kårstø nördlich von Stavanger hat eine Schlüsselrolle beim Transport und der Aufbereitung von Gas und Kondensat (Leichtöl) aus zentralen Teilen des norwegischen Festlandsockels. Diese Anlage trennt das in den Pipelines Statpipe und Åsgard Transport ankommende Reichgas in seine Bestandteile. Es verarbeitet auch nicht-stabilisiertes Kondensat, das aus dem Sleipner-Gebiet kommt. Diese Ströme liefern Methan, Ethan, Propan, Iso- und Normalbutan, Naphtha (natürliches Benzin) und stabilisiertes Kondensat.
Trockengas – Methan und etwas Ethan – wird durch Statpipe Trockengas und Europipe II weitertransportiert, während die Erdgasflüssigkeiten und das Kondensat per Tankschiff exportiert werden. Kårstø gilt als einer der weltweit größten Produzenten von Flüssiggas – Propan und Butan – und das Flüssiggas wird weltweit an Kunden geliefert. Die Anlage hatte 2006 638 Schiffsanläufe zum Laden von Flüssiggas, Naphtha und stabilisiertem Kondensat. Propan wird in zwei großen künstlichen Felskavernen mit einer Gesamtkapazität von 250.000 Kubikmeter gelagert. Ethan, Normal- und Isobutan, Naphtha und stabilisiertes Kondensat werden in Gastanks gelagert. Das erste Gas erreichte den Komplex am 25. Juli 1985 durch eine Pipeline aus dem Feld Statfjord in der Nordsee, und das erste Trockengas wurde am 15. Oktober 1985 nach Emden (Deutschland) geleitet. Kårstø wird hauptsächlich mit Brenngas betrieben.
Die Gasverarbeitungsanlage in Kollsnes (auf der Insel Ona, Provinz Vestland) ist Teil der Entwicklung des Troll A-Gasfeldes und wurde am 1. Oktober 1996 in Betrieb genommen. Die Verarbeitungskapazität in Kollsnes wurde seitdem mehrmals erhöht. Die tägliche Verarbeitungskapazität beträgt bis zu 143 Millionen Kubikmeter Gas und 69.000 Barrel NGL, die aus den Feldern Troll, Kvitebjørn und Visund geleitet werden. Die erhöhte Kapazität bei Kollsnes ist das Ergebnis mehrerer großer Investitionen. 2004 wurde eine neue NGL-Extraktionsanlage in Betrieb genommen, 2005 wurde ein neuer Kompressor auf der Troll-A-Plattform installiert und 2006 wurde ein sechster Exportkompressor in Kollsnes in Betrieb genommen. Der Behandlungsprozess in Kollsnes umfasst die Abtrennung des NGL und die Komprimierung des Trockengases für den Export über Statpipe, Zeepipe, Europipe I und Franpipe. Das Vestproses-System verbindet Kollsnes über eine Pipeline für NGL mit der Ölraffinerie in Mongstad. Seit 1999 wird Gas von der Troll-Verarbeitungsanlage in den nahegelegenen Industriepark Kollsnes geliefert.

## Empfangsterminals
Gassco betreibt mehrere Gasempfangsterminals in Europa.
Deutschland
- EMS – Emden
- Norsea-Gasterminal[5] – Emden
- ERF – Dornum

Großbritannien
- Easington
- St. Fergus

Belgien und Frankreich
- Zeebrugge
- Dunkerque